# 朱斌 (1965年)
朱斌（1965年4月—），男，汉族，江西吉安人，中华人民共和国政治人物。曾任江西省财政厅党组书记、厅长。现任江西省人大常委会副主任。